# Willy Breinholst
Willy Breinholst (* 27. Juni 1918 in Grønholt, Fredensborg Kommune; † 25. September 2009) war ein dänischer Schriftsteller, der vor allem für seine humoristischen Werke bekannt ist.
Breinholst wurde hauptsächlich durch seine Bücher für junge Eltern bekannt, die jeweils aus der Perspektive eines Säuglings, Klein- bzw. Schulkindes geschrieben sind. Dabei dienten ihm nach eigener Aussage seine beiden Enkelsöhne als Vorbild.
Insgesamt wurden seine 165 Werke in mehr als 100 Ländern veröffentlicht und über 10 Millionen Mal verkauft. Er ist der bislang einzige Autor, dessen Bücher mehr als 450 Wochen auf der deutschen Bestsellerliste standen. Auf der Bestseller-Liste des Spiegels standen innerhalb einer Woche gleich fünf Titel von ihm, was Eingang in das Guinness-Buch der Rekorde fand.
Mehrere seiner Bücher wurde in den 1960er Jahren in Dänemark verfilmt, u. a. Elsk din næste (1967) und Mig og min lillebror og Bølle (1969).

## Werke (Auswahl)
- 1957: Wir Skandinavier, Kopenhagen: Hellström.
- 1959: Laßt Blumen sprechen, Frankfurt am Main: Bärmeier und Nikel.
- 1960: Handbuch für Väter, Frankfurt am Main: Bärmeier und Nikel.
- 1961: Handbuch für Eheleute, Frankfurt am Main: Bärmeier und Nikel.
- 1970: Liebling, komm mit in die Steinzeit, Frankfurt am Main: Bärmeier und Nikel.
- 1980: Hallo, hier bin ich!, Bergisch Gladbach: Lübbe.
- 1981: Hallo, Herr Doktor!, Bergisch Gladbach: Lübbe.
- 1981: Hallo Mama – hallo Papa!, Bergisch Gladbach: Lübbe.
- 1981: Mama ist die beste auf der Welt, Bergisch Gladbach: Lübbe.
- 1982: Hallo, mein Schatz!, Bergisch Gladbach: Lübbe.
- 1982: Liebe macht Spaß
- 1982: Handbuch für Väter, Bergisch Gladbach: Lübbe.
- 1982: Mama, was steht da?, Bergisch Gladbach: Lübbe.
- 1982: Hallo Mama, was steht da?, Bergisch Gladbach: Lübbe.
- 1982: Der Herr der Schöpfung, Bergisch Gladbach: Lübbe.
- 1983: Bitte nicht stören!, Bergisch Gladbach: Lübbe.
- 1983: Hallo. Herr Lehrer!, Bergisch Gladbach: Lübbe.
- 1984: Guck mal, Mami! Guck mal, Papi!, Bergisch Gladbach: Lübbe.
- 1985: Hallo Mama, lies mal vor!, Bergisch Gladbach: Lübbe.
- 1988: Männer taugen zu nichts!, Rastatt: Moewig 1988.
- 1989: Der Mann meiner Frau, Bergisch Gladbach: Lübbe.
- 1991: Ich liebe Mama, Papa … und Spaghetti, Bergisch Gladbach: Lübbe.
- 1991: Kinder – die beste Erfindung seit Adam und Eva, Bergisch Gladbach: Lübbe.
- 2002: Hallo, ich bin Vater geworden, Bergisch Gladbach: Lübbe.
- 2007: Kinder sind die Würze des Lebens, Bergisch Gladbach: Lübbe.
- 2007: Rutsch zur Seite, Liebling

## Auszeichnungen
Für seine Bücher erhielt Breinholst verschiedene Auszeichnungen, u. a. den Lübbe-Ehrenpreis für mehr als 4 Millionen verkaufte Bücher, den Carl-Möller-Preis, die bulgarische Hitar-Peter Medaille und die isländische Heimaey-Medaille.